# Autocharis atripalpalis
Autocharis atripalpalis là một loài bướm đêm trong họ Crambidae.